# Sandra Paños
Sandra Paños García-Villamil , née le 4 novembre 1992 à Alicante en Espagne, est une footballeuse internationale espagnole évoluant au poste de gardien de but et en équipe d'Espagne.

## Biographie

### En club
Sandra Paños commence le football au Sporting Plaza Argel à Alicante, sa ville natale. À 18 ans, elle rejoint le Levante UD, dans la ville voisine de Valence, qui évolue en première division.
Le 5 avril 2015, elle marque en championnat contre l'Espanyol, d'un coup franc direct tiré du milieu de terrain. À l'été 2015, après 5 saisons au club, culminant avec la participation à la coupe du monde, elle quitte Levante pour signer au FC Barcelone.
Avec le Barça, elle atteint la finale de Ligue des champions pour la première fois en 2019 après une grosse performance en demies face au Bayern, mais perd contre l'Olympique lyonnais. En 2020, elle est éliminée en demi-finales par Wolfsburg (1-0).
Elle décroche son premier titre en Ligue des champions en 2021 face à Chelsea. La saison suivante, le Barça échoue en finale, à nouveau face à Lyon, avant de retrouver son titre face à Wolfsburg en 2023.
En 2022, elle devient capitaine du FC Barcelone après la blessure d'Alexia Putellas.

### En sélection
Elle participe avec l'équipe d'Espagne à la Coupe du monde 2015 et à l'Euro 2017,,.
Elle fait ensuite partie des 23 joueuses espagnoles retenues afin de participer à la Coupe du monde 2019 organisée en France.
Lors de l'Euro 2022, elle est critiquée pour une erreur de relance offrant l'ouverture du score à l'Allemagne en phase de poules.

## Palmarès

### En club
- FC Barcelone
  - Ligue des champions (2) : 2021, 2023
  - Championnat d'Espagne (4) : 2020, 2021, 2022, 2023
  - Coupe d'Espagne (5) : 2017, 2018, 2020, 2021, 2022
  - Supercoupe d'Espagne (3) : 2020, 2022, 2023

### En sélection
- Finaliste du Championnat d'Europe féminin de football des moins de 17 ans 2009 avec l'équipe d'Espagne des moins de 17 ans
- Vainqueur de la Coupe d'Algarve en 2017

### Palmarès individuel
- Meilleure gardienne UEFA de la saison 2020-2021

## Vie privée
Sandra Paños est en couple avec Sara Mérida, entraîneuse adjointe de l'Espanyol Barcelone, club rival de la ville, ce qui a créé une polémique parmi les supporters.